# キンイロクワガタ属
キンイロクワガタ属 (キンイロクワガタぞく、Lamprima) は昆虫綱甲虫目クワガタムシ科に属する分類群。この属はキンイロクワガタ亜科に属し、この亜科には他にニジイロクワガタ属などがある。

## 主な特徴
体長は数cmと小型。オーストラリアやニューギニア島などのオセアニアに分布する。
名前に「キンイロ」とあるが、種類によっては個体毎に金色のみならず赤、緑、青、紫など様々な体色バリエーションがあり、標本の収集家だけでなく、飼育者にも人気がある。個体によってここまでの体色変化がある属は、クワガタムシ科のみならず昆虫全般を見渡しても非常に珍しい。また、種類・雌雄を問わず、体に金属光沢を帯びる。
最も多く見られる体色は、緑色を基調に金色を交えたような色調であり、大型のオスは多くがこの色をしている。次いで、名前通りの金色一色のものや、赤色がまじったものが見られ、青・紫などのものは比較的少なく、愛好家の間では珍重される。メスは赤色のものが多いが、メスというよりも小型のものに緑・金よりも赤が発色しやすい傾向があるとされている。
雄個体の前脚脛節には扇状の付属物が付いているが、あまり発達しない種もある。これで植物(草本)の茎に傷をつけ、出てきた汁を吸うとされている。寿命は半年以下程度で、短い方である。

## 飼育
成長のサイクルが短いことで知られる。時には孵化から数か月で羽化することもある。採卵は、環境や栄養をきちんと管理すればさほど難しくないため、短期間で個体数を増やすことができる。温度管理ができるとよい。
雌個体が水分を多く含む軟らかめの産卵材に穿孔し、そこに自ら削った材を詰めて産卵する場合が多いが、発酵の進んだマットを容器に硬く詰めたものにも産卵する。最大型種のパプアキンイロクワガタの雄幼虫であれば、菌糸ビンを餌として使うことにより5cmほどの大型成虫に育てることもできるが、どちらかというと体長よりも色に興味を持つ飼育者が多く、色の遺伝性について熱心に研究する者も多い。

## 種

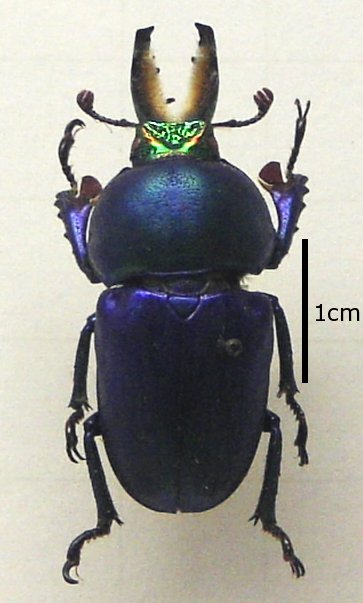
ラトレイユキンイロクワガタ
(Lamprima latreillei)

8種が知られる。
パプアキンイロクワガタ Lamprima adolphinae
ニューギニア島
本属の中で最も大型になり、「パプキン」として知名度も高い。大顎は比較的発達し、上に反り上がっており、これは蛹時には丸まっている。大顎内側には櫛のように内歯がつくが挟む力は弱い。また頭部、前胸背板、前翅によって色が違うこともある。ペットショップや専門店で比較的簡単に入手できる。
成虫の生態：パプアキンイロクワガタの成虫の摂食行動を世界で初めて観察し一般に公開したのは、『トリバネ蝶生体図鑑』の著者でもある昆虫写真家の松香宏隆であった。しかし最初の発表媒体は学術誌の論文や学術書ではなく、小学館から小学生向けに出版されている『世界のカブトムシ』という学習図鑑であった。そのためか、その特異な生態に関してプロの研究者やアマチュアの研究家から追試研究が行われて学術媒体に報告されないという状況が続いた。昆虫写真家の鈴木知之は、松香につづきパプアキンイロクワガタの野外生態をより詳細に観察し、その著書「熱帯雨林のクワガタムシ」などに記載している。松香や鈴木の観察によると、この種は現地ではベニバナボロギクという移入種の雑草の花序をつけた茎を前脚の扇形の突起を用いて切断し、切り口からにじみ出る汁を摂食する。松香や鈴木による他の植物の花穂・頂芽を無作為に切るという情報を受け、国立環境研究所の侵入生物対策室の五箇公一と共同研究者で松香や鈴木とも親しい小島啓史が飼育下の実験で検証したところ、日本の園芸店で購入可能なあらゆる花卉園芸作物の花穂を切るのみならず、インゲンなどの農作物の茎も切る事が判明した。従って「植物防疫法」の定義に従えば、立派な害虫であるが、農水省は「害虫であるとした学術論文が存在しない」事を理由に第二回の輸入許可種にこの種を含めている。この種はモルディブに侵入し、あらゆる農作物の花穂や頂芽を切る大害虫となっていることも判明している。温暖な地域では日本でも野生化する可能性が高く、放虫や遺棄による野生化は絶対避けなければならない昆虫である。

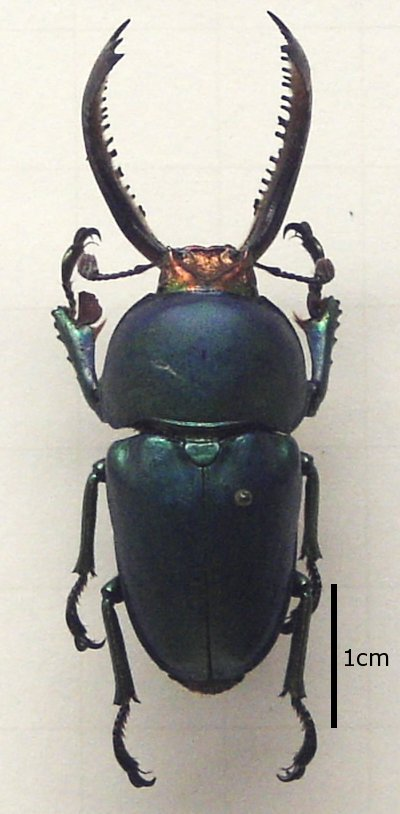
パプアキンイロクワガタの大型個体
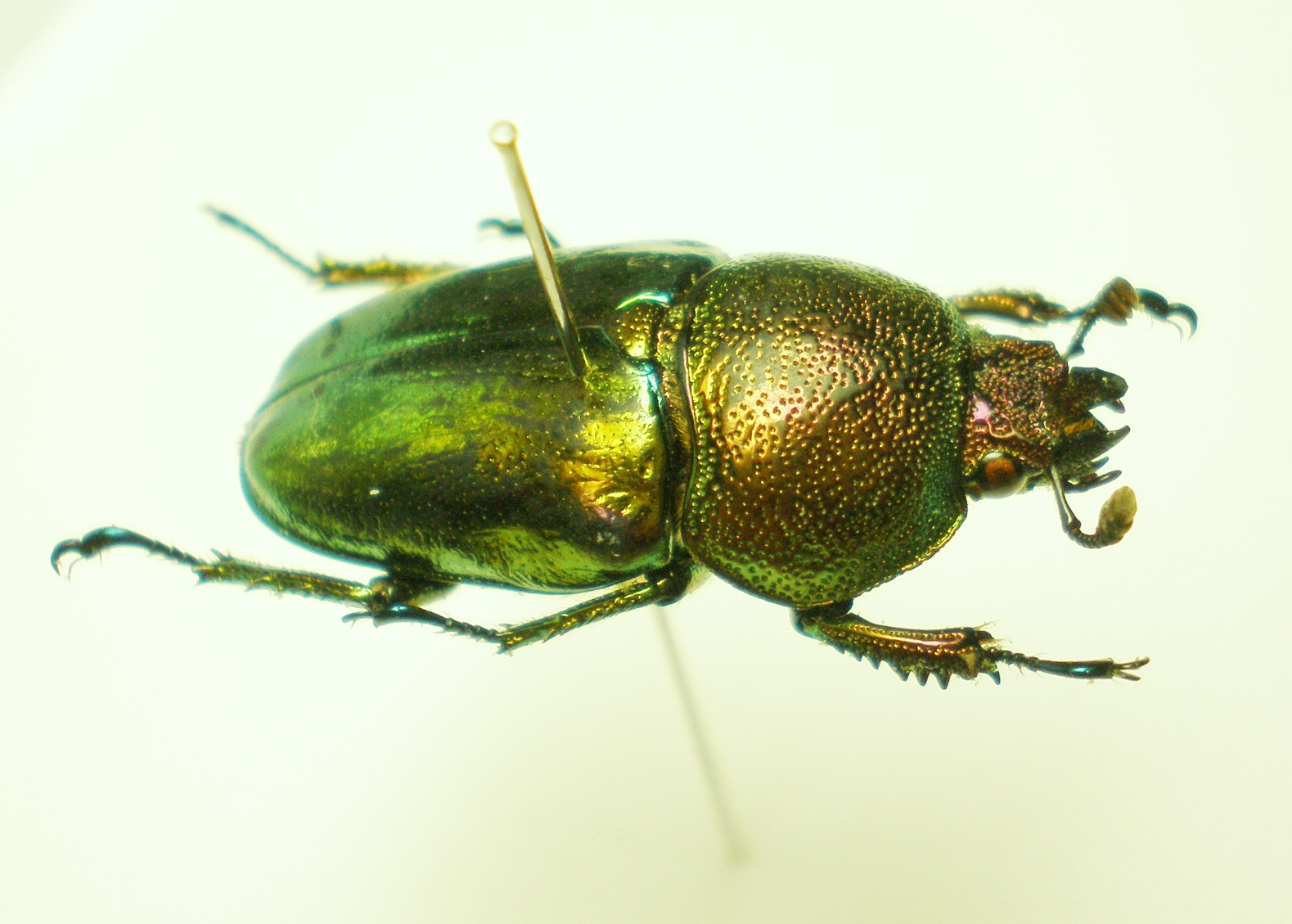
パプアキンイロクワガタ　メス

アウラタキンイロクワガタ L. aurata
オーストラリア東部（クイーンズランド州 - タスマニア島）
パプアキンイロクワガタに比べて小型で、体色のバリエーションがより豊富で金属光沢が強い。雄個体の大顎の発達には、体長に応じて大きなバラつきがある。産地によっては羽化後の成虫が後食開始までに長期間（一年以上に及ぶ場合あり）休眠することが知られている。タスマニア島産の個体群は濃紫色の体色を持つ。
雄個体の前脚の扇形の付属物は大きく発達する。
ラトレイユキンイロクワガタ L. latreillei
前種とは点刻が少ないこと、前胸背板に艶があることで識別できるが、重複して分布する地域があり交雑なども確認されており、同一種とする見方もある。
ミカルドキンイロクワガタ L. micardi
オーストラリア西南部
雄個体の前脚の扇形の付属物は発達しない。
インスラリスキンイロクワガタ L. insularis
ロード・ハウ島
同島は世界遺産に登録されており、野外品の入手は極めて困難だが、近年は生き虫で流通している。形態・生態ともにアウラタキンイロクワガタに類似するが、大顎が長く発達する大型の雄個体は生まれない。体色のバリエーションは乏しく、雄個体は緑色、雌個体は濃紫色の地色が光線の加減で部分的に緑色がかって見える個体が殆ど全てを占める。羽化後の成虫が後食開始までに長期間（1年以上に及ぶ場合あり）休眠することが知られている。
インスラリスキンイロクワガタは長年にわたり日本において飼育されてきた。野生の個体数は2人の日本人による密輸を目的とした違法な採集活動により著しく減少し、インスラリスキンイロクワガタが棲んでいた丸木が割られていったことにより生息地も破壊されたが、2人は逮捕され、オーストラリア当局により押収された生体標本の一部が生息地に戻された。
アエネアキンイロクワガタ L. aenea
ノーフォーク島
成虫の前翅に皺がよるのが最大の形態的特徴である。体の大きさに比べて、雄個体の大顎の発達は悪い。羽化後の成虫が後食開始までに長期間（一年以上に及ぶ場合あり）休眠することが知られている。
雄個体の前脚の扇形の付属物は発達しない。
他の種との形態の差が本属中で最も著しいことから、早期に孤立・成立した種であることが示唆される。
バリアンスキンイロクワガタ L. varians
オーストラリア西部
雄個体の前脚の扇形の付属物は大きく発達する。